# Красносулинський Свято-Покровський храм
Красносулинський Свято-Покровський храм (рос. Красносулинский Свято-Покровский храм) — єдиний з 3-х православних храмів (існували також Андріївський храм в сел. Сулин і Олександро-Невський недалеко від заводу Пастухова), що зберігся на території міста. За архітектурою нагадує копію в мініатюрі Вознесенського Кафедрального собору міста Новочеркаська. Є п'ятиглавим храмом з великим центральним куполом, що має в плані конфігурацію витягнутого хреста. Над західним притвором розташована триярусна дзвіниця.

## Історія
Свято-Покровський храм був закладений нав хуторі Сулинівсько-Кундрюченському (нині сел. Козачий) в 1911-му році. Архітектора достеменно не встановлено, але з'ясовано, що багато подібних храмів на донський землі зводилися за проектами відомого архітектора Петра Семеновича Студенікіна. Будівництво почалося в 1912-му році і велося під керівництвом хутірського отамана, почесного громадянина Полякова Олександра Івановича, який 7 років керував своїм хутором (з 1910 до початку лютневої революції 1917 року). Спочатку будівля храму була побудована на кошти хутірського спільноти, а у 1913-му році хутірським правлінням була виділена сума грошових коштів у розмірі 29000 рублів, на добудову церкви і придбання всіх необхідних аксесуарів для священнослужителів. У 1914 році будівництво було закінчено.
10 грудня 1914 року храм був освячений високопреосвященнішим архієпископом Донським і Новочеркаським Володимиром (Путята).
Свято-Покровський храм пережив Жовтневу революцію. Служби у храмі проводилися аж до його закриття у 1935-му році, і був відкритий тільки під час німецької окупації під час Великої Вітчизняної війни. Був присланий священик — грек за національністю, який належав до Константинопольського Патріархату. Окупаційна влада намагалися внести роздробленість у єдність Російської Православної Церкви, у зв'язку з цим і священнослужителів намагалися підбирати таких, хто не мав жодних зв'язків з Москвою. Після звільнення міста, служби в храмі деякий час не проводилися, а поновилися лише в 1946-му, після призначення в храм священика, і не припиняються до цього часу.
У 1980-му році було проведено реставрацію храму. 15 січня 1981-го, храм був визнаний історичною пам'яткою історії і культури СРСР. А вже після розвалу СРСР, рішенням Малої Ради облради № 325 від 17 грудня 1992 року храм був визнаний пам'яткою історії й культури Російської Федерації.
5 жовтня 2002 року у міському палаці культури пройшов марафон на підтримку Свято-Покровського храму. У 2003 році, на території храму розпочато будівництво недільної школи. У 2010 році розпочато масштабні реставраційні роботи з відновлення та розпису храму. В даний час[коли?] ведуться роботи в приміщеннях недільної школи, добудовуються кам'яний паркан навколо території храму, будуються ворота, ведуться реставраційні роботи всередині храму.

## Настоятелі
- священик Петро (1914—1935) — Петро Попов;
- священик Лука (початок 1946) — Лука Куц;
- священик Володимир (1955—1967) — Володимир Полянський;
- священик Симеон (1968—1996) — Симеон Єсін;
- священик Олександр (1996—1999) — Олександр Почтовий;
- протоієрей Олександр Мінін (1999 — теперішній час).